# Meridianiiet
Het mineraal meridianiiet is een gehydrateerd magnesium-sulfaat met de chemische formule MgSO4·11H2O.

## Eigenschappen
Meridianiiet is stabiel bij temperaturen onder 2 graden Celsius, daarboven smelt het tot epsomiet en water.

## Ontdekking
Het mineraal is erkend door de International Mineralogical Association op 31 mei 2007, met als ontdekkers de Canadees Ron Peterson en de Turkse Elif Genceli, promovenda aan de TU Delft. Deze laatste ontdekte het mineraal in een laboratoriumsituatie, Ron Peterson vond het als eerste in de natuur.

## Naamgeving
Het mineraal meridianiiet is genoemd naar Meridiani Planum, de plaats waar de Mars Exploration Rover resten vond van mogelijk uitgedroogde of uiteengevallen kristallen, die duiden op het aanwezig zijn geweest van water. Een van de ontdekkers van meridianiiet, Ron Peterson, heeft het vermoeden geuit dat hier meridianiiet aanwezig is geweest.

## Voorkomen
Mediterianiiet is door het team van Ron Peterson aangetroffen in Venablesvallei bij Ashcroft, Brits-Columbia, Canada. Elif Genceli vond het bij het Saromameer in Japan.